# Orel (Tschechien)

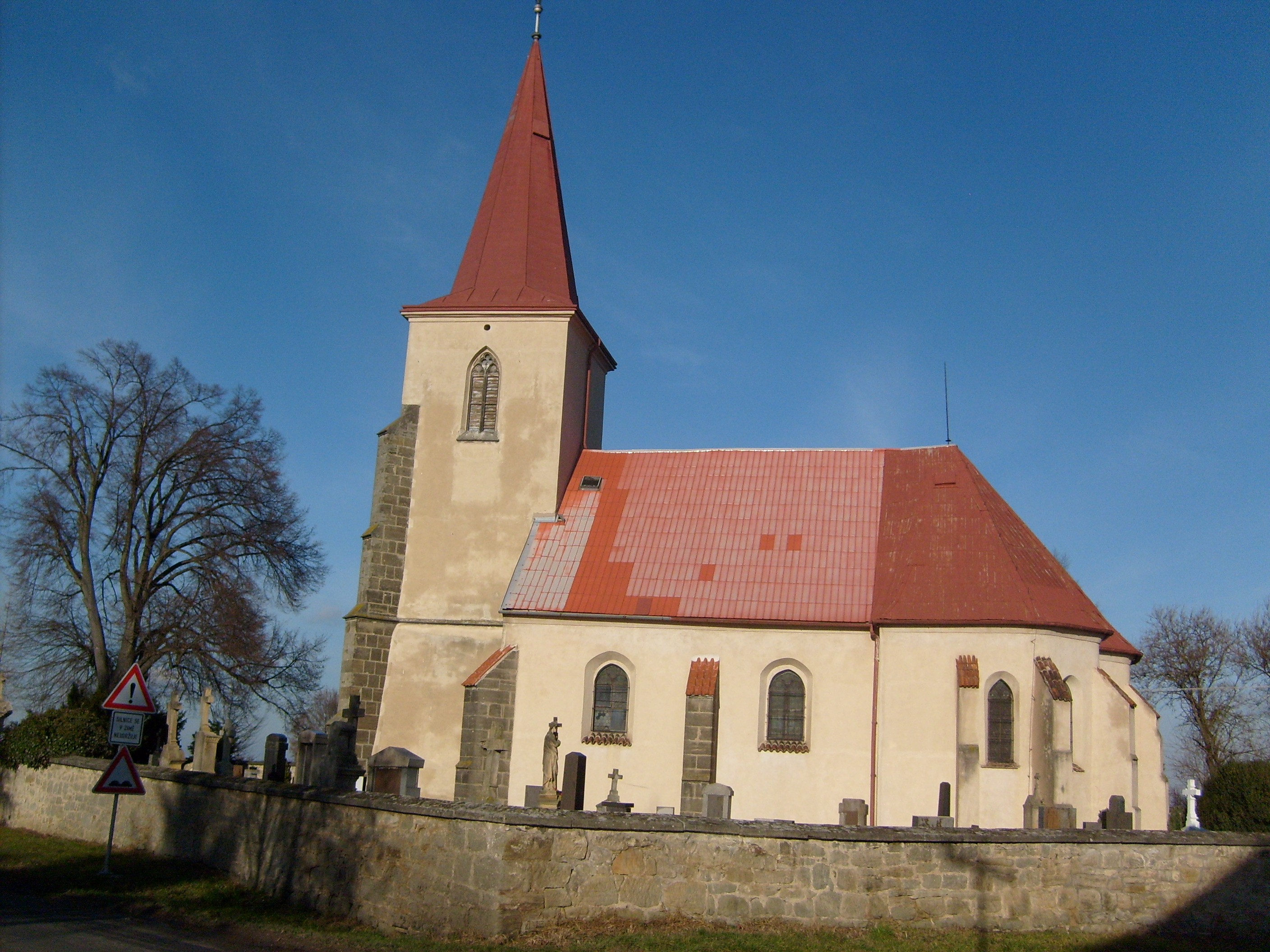
Kirche St. Georg in Tři Bubny

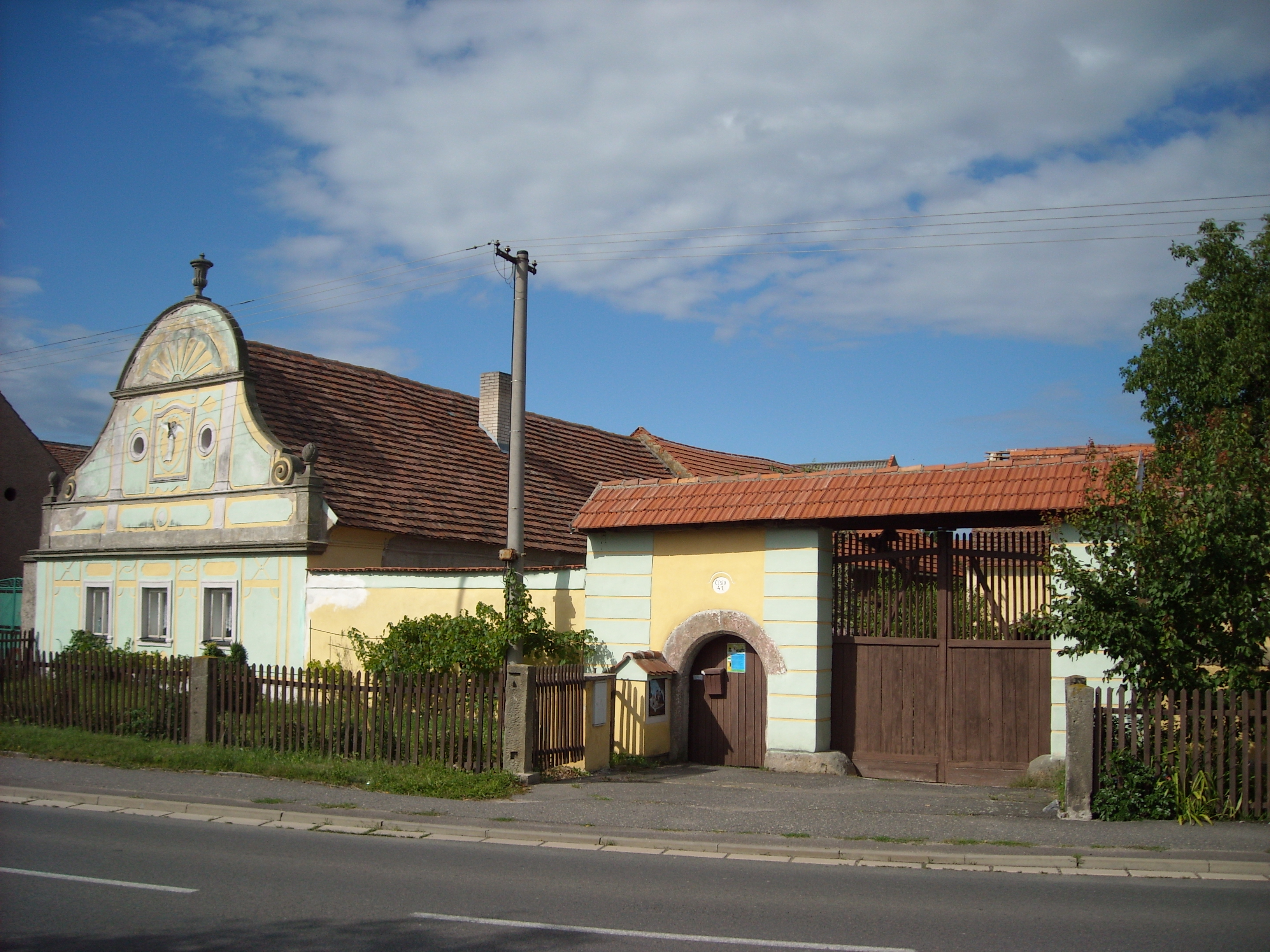
Gehöft Nr. 41 in Orel

Orel (deutsch Worel) ist eine Gemeinde in Tschechien. Sie liegt fünf Kilometer südöstlich von Chrudim und gehört zum Okres Chrudim.

## Geographie
Orel befindet sich auf der Hrochotýnecká tabule (Hrochow-Teinitzer Tafel). Durch den Ort führt die Staatsstraße II/358 zwischen Slatiňany und Chrast. Am südlichen Ortsrand verläuft die Bahnstrecke Havlíčkův Brod–Pardubice.
Nachbarorte sind Topol und Tři Bubny im Norden, Nabočany, Libanice und Trojovice im Nordosten,  Řestoky und Zaječice im Osten, U Kapličky, Bítovany und Na Bišovce im Südosten, Lukavice und Kunčí im Süden, Mlýn ve Skalách und Škrovád im Südwesten, Slatiňany im Westen sowie Presy, Vlčí Hora und Vlčnov im Nordwesten.

## Geschichte
Die Besiedlung von Orel erfolgte später als im umliegenden Tafelland, das Dorf wurde auf dem sumpfigen Gelände eines ehemaligen Sees angelegt. Der einzige frühzeitliche Fund ist ein slawisches Schmuckstück aus dem 11. Jahrhundert.
Die erste urkundliche Erwähnung des Dorfes mit einer Feste und Wirtschaftshof erfolgte 1360 als Sitz des Ritters Nikolaus von Orel (Mikuláš z Orle). Die einzeln stehende Kirche St. Georg ist bereits seit 1349 nachweisbar; da sie stets mit dem Gut und der Feste Orel verbunden war, kann angenommen werden, dass schon zu dieser Zeit die Ritter von Orel hier ihren Sitz hatten. In der zweiten Hälfte des 15. Jahrhunderts erwarben die Vladiken von Sány das Gut, sie verwendeten das Prädikat Orelský ze Sán; im Jahre 1479 wurde Michálek ze Sán als Besitzer erwähnt. Ab 1525 gehörte das Gut Orel dem Alesch Janowsky von Sautitz (Aleš Janovský ze Soutic), der zweimal zum Hauptmann des Chrudimer Kreises gewählt wurde. Johann Kekule von Stradonitz, der 1574 die Schwester des Johann Janowsky von Sautitz geheiratet hatte, kaufte 1575 das Gut Orel für 9500 Schock.
Johann Kekule, der 1581 Chrudimer Kreishauptmann wurde, erweiterte seinen Besitz 1585 durch den Kauf des Gutes Nassaberg. Das Dorf Orel bestand 1581 aus 28 Bauernwirtschaften, der Feste und dem Hof und hatte ca. 150 Einwohner. Nach dem Tod von Johann Kekule erwarb Heinrich Kunata Dobrženský von Dobrženitz († 1619), der gleichfalls Chrudimer Kreishauptmann wurde, das Gut Orel. Wenzel Christoph Dobrženský († 1683) auf Orel war von 1680 bis 1683 Chrudimer Kreishauptmann. Nach seinem Tod verkaufte die Familie Dobrženský von Dobrženitz das Gut an Rudolf Wenzel von Schönfeld, der es mit seinem Gut Nassaberg vereinigte. 1701 erbte Joseph Franz von Schönfeld den Besitz. 1753 fiel die Herrschaft Nassaberg Johann Adam von Auersperg als Universalerben des mit Joseph Franz von Schönfeld († 1737) erloschenen Grafengeschlechts von Schönfeld zu. Vom 17. bis ins 19. Jahrhundert wurde in den als Orliny bezeichneten Sümpfen und Mooren Torf gestochen. Die Schule wurde 1829 auf Kosten der Gemeinde erbaut.
Im Jahre 1835 bestand das im Chrudimer Kreis gelegene Dorf Worel aus 57 Häusern, in denen 486 Personen, darunter fünf protestantische und eine jüdische Familie lebten. Im Ort gab es eine Schule, einen Meierhof, eine Schäferei, eine Fasanerie und ein Forsthaus. Pfarrort war Chrudim. Bis zur Mitte des 19. Jahrhunderts blieb Worel der Herrschaft Nassaberg untertänig.
Nach der Aufhebung der Patrimonialherrschaften bildete Vorel ab 1849 mit dem Ortsteil Tři Bubny t. Svatý Jiří eine Gemeinde im Gerichtsbezirk Chrudim. Ab 1868 gehörte die Gemeinde zum politischen Bezirk Chrudim.
1869 hatte Vorel 539 Einwohner. Im Jahre 1900 lebten in dem Dorf 800 Personen, 1910 waren es 920. Nach der Gründung der Tschechoslowakei wurde das Gut Vorel im Zuge der Bodenreform parzelliert. Seit 1924 führt die Gemeinde den Namen Orel.
Der Name des Ortsteils Tři Bubny t. Svatý Jiří wurde Anfang 1981 in Tři Bubny geändert. Seit 1999 führt die Gemeinde ein Wappen und Banner; die gekreuzten Armbrustspannhaken entstammen dem Wappen der Orelský ze Sán, der doppelkröpfige Adler ist das Wappen der Janovský ze Soutic.

## Gemeindegliederung
Die Gemeinde Orel besteht aus den Ortsteilen Orel (Worel) und Tři Bubny (Dreitrommeln). Grundsiedlungseinheit ist Orel.

## Sehenswürdigkeiten
- Kirche des hl. Georg in Tři Bubny, der seit 1349 nachweisbare Kirchenbau erhielt sein heutiges Aussehen im 19. Jahrhundert beim Umbau durch František Schmoranz.
- Feldbefestigungen aus dem Jahre 1778 bei Tři Bubny
- Haus Nr. 41 in Orel, Kulturdenkmal
- Gedenkstein für die Gefallenen beider Weltkriege in Orel